# Heroin
Heroin je polusintetička, teška droga koja se proizvodi iz morfina, a prema djelovanju pripada  opioidima. Najjači je ulično dostupan narkotik; njegova proizvodnja i uporaba zabranjene su u većini država, osim u nekim posebnim slučajevima gdje u državama poput Ujedinjenog Kraljevstva služi kao zamjena morfinu. Ima velik potencijal za razvoj ovisnosti i ako se uzima svaki dan, ovisnost se razvija za 10-20 dana. Djeluje za 5-8 minuta nakon ušmrkavanja, a uzeta intravenski djeluje gotovo trenutačno i izaziva osjećaj euforije. Promjene u ponašanju karakterizira česta pospanost, nezainteresiranost za donedavno najbliže osobe i okolinu, tjelesno slabljenje. Šezdeset posto ovisnika zaraženo je virusom hepatitisa B ili C.
Uvršten je u Hrvatskoj na temelju Zakona o suzbijanju zlouporabe drogu na Popis droga, psihotropnih tvari i biljaka iz kojih se može dobiti droga te tvari koje se mogu uporabiti za izradu droga, pod Popis droga i biljaka iz kojih se može dobiti droga, pod Droge sukladno Popisu 1. Jedinstvene konvencije UN-a o drogama iz 1961. godine. Kemijsko ime je diacetilmorfin.

## Kemijski sastav
Po kemijskom je sastavu diacetilmorfin, C21H23NO5, a nastaje kad se morfin acetilira anhidridom octene kiseline pri čemu se obje hidroksilne grupe esterificiraju. Heroin nema fenolna svojstva, može se lako osapuniti i preći ponovno u morfin. Topiv je u mješavini vode i limunske ili octene kiseline, ili vitamina C, a slabo u eteru i vodi.

## Proizvodnja
Svjetska proizvodnja opijuma - glavne sirovine od koje se dobiva heroin, procjenjuje se na godišnje od 4000 do 7000 tona. Burma i Afganistan daleko prednjače u svjetskoj proizvodnji opijuma.

## Povijest
Povijest opijata ne počinje s heroinom krajem 19. stoljeća, već tisućama godina prije Krista, kada se u Mezopotamiji, Egiptu, a kasnije i u staroj Grčkoj uzgaja opijumski mak, iz kojeg se zarezivanjem nezrelih čaški skuplja bijelkasta tekućina - opijum. Trgovina opijumom bila je vrlo razvijena, a "opijumska ovisnost" socijalno prihvaćena. Opijum se konzumirao uglavnom pušenjem, a koristio se i za medicinske svrhe: "otac medicine", Hipokrat, ga priznaje kao narkotik i lijek za razne bolesti. Nakon osude, Sokrat je za pogubljenje dobio otopinu koja je sadržavala mješavinu kukute i opijuma (simbola vječnog sna), koja se tada koristila u svrhu eutanazije i samoubojstva.
U Europi opijum nestaje sve do 16. stoljeća, kada se kroz trgovinu s dalekoistočnim zemljama dolazi u kontakt s njim i otkriva njegovo djelovanje, i potencijalne koristi kao lijeka. Opijum u narednim stoljećima pokreće veliki dio svjetskih ekonomskih i političkih događaja, a polovicom 19. stoljeća počinje i prvi od dva 'opijumska rata', u kojima Engleska, a kasnije i Francuska, napadaju Kinu koja zabranjuje uvoz opijuma. Posljedica poraza Kine je, osim ogromnih ratnih odšteta, i predaja teritorija Hong Konga Velikoj Britaniji.
Godine 1803. otkriva se aktivni sastojak opijuma: morfin, poznat još i pod nazivom morfij, za koji se vjeruje da predstavlja usavršeni opijum sa svim njegovim učincima, a bez stvaranja ovisnosti, pa se smatra da je pouzdan, dugotrajan i siguran lijek. U istoj će se zabludi biti i uskoro, nakon otkrivanja heroina.
Diacetilmorfin prvi je sintetizirao engleski kemičar C. R. Wright 1874., a 1895. taj novi spoj u prostorijama Bayera dobiva više pažnje kao koristan spoj bez negativnih učinaka morfina. Tada se Heinrich Dresser, kemičar zadužen za testiranje efikasnosti i sigurnosti novih lijekova, odlučio dati prednost istraživanju diacetilmorfina, a ne acetilsalicilnoj kiselini, danas poznatijoj kao aspirin. Smatrao ga je dobrom alternativom za morfin - sigurnim lijekom protiv bolova i za liječenje raznih respiratornih bolesti, a bez problema ovisnosti. Osim testiranja na životinjama, navodno ga je testirao i na sebi i svojim kolegama u Bayeru, koji su tom novom spoju dali ime heroin, po njemačkom terminu 'heroisch".
Heroin svoj uspjeh duguje tadašnjoj velikoj potrebi, ne toliko za lijekom protiv bolova, nego za lijekom protiv kašlja (tuberkuloza i upala pluća bile su tada smrtonosne bolesti, a i obične prehlade smatrale su se opasnima), a pogotovo su ga sretno dočekali tadašnji ovisnici o morfinu. Ali uskoro je istina počela izlaziti na vidjelo: prvo je primjećeno brzo razvijanje tolerancije, a onda i brojni slučajevi ovisnosti. Bayer je počeo gubiti zaradu od heroina, pa je počeo razvijati lijek, pod komercijalnim imenom Aspirin, koji će mu vratiti vodeću poziciju na tržištu lijekovima.
1913. Bayer potpuno prestaje s proizvodnjom heroina, a istovremeno se počinje zabranjivati njegovo nemedicinsko korištenje. U SAD-u se 1924. potpuno zabranjuje korištenje i proizvodnja heroina, a ne dopušta se ni korištenje u medicinske svrhe, koje je još i danas dopušteno npr. u Velikoj Britaniji.
Posljedica otkrića heroina bila je da su ga tisuće ovisnika o morfinu prihvatile kao 3-4 puta jaču zamjenu. Heroin je bio i jeftiniji, brži i lakši za upotrebu, a nakon njegovog zabranjivanja razvilo se ogromno ilegalno tržište koje je povezalo njegove korisnike s kriminalom.
Upotreba heroina raste u svijetu svake godine, skupa s brojem smrti od predoziranja ili na drugi načih povezanih s heroinskom ovisnošću. U Hrvatskoj ima oko 12 000 registriranih ovisnika, a svake godine od predoziranja umire 40-60 ljudi.

## Kemija
Opijum je sasušeni sok dobiven iz posebne vrste vrtnog (bijelog, 'plavog') maka, a između ostalog sadrži opijate: morfin i kodein. Morfin djeluje tako da se veže na opijatne receptore, na koje se inače vežu endogeni opioidi koje organizam sam proizvodi. Jedan od njih je endorfin, odgovoran za regulaciju boli, mučnine, disanja, hormonalne aktivnosti, a aktivira i osjećaje raspoloženosti, sreće i opuštenosti. Istraživanjima je pokazano da postoji čak i endogena varijanta morfina, što potvrđuje važnost uloge opijata u organizmu.
Heroin (diacetilmorfin) je sintetički derivat morfina, a brzina i jačina njegovog djelovanja posljedica su njegove dobre topljivosti u masti koja mu omogućuje brži prolaz krvno-mozgovne barijere. U mozgu se prije vezivanja na opijatne receptore metabolira natrag u morfin.
Metadon (kod nas poznat pod Plivinim komercijalnim nazivom Heptanon) je sintetički opioid, često se koristi za liječenje heroinskih ovisnika, ali i sam izaziva jaku ovisnost. Za razliku od heroina uzima se oralno, a djelovanje mu je nešto slabije ali dugotrajnije.
Potpuno čisti heroin bijele je boje i gorkog okusa, i topljiv je u vodi. Međutim, ulični "heroin" (hors, žuto) najčešće je smećkaste boje, a sadrži samo oko 7-10% do najviše dvadesetak posto diacetilmorfina, dok su ostatak druge tvari:  paracetamol, zastupljen u ogromnoj mjeri, preko 50%, u "ulicnom" heroinu - dileri ga miješaju s heroinom zbog njegovih analgetičkih i antipiretičkih osobina (ublazava bol i snizava temperaturu - umiruje), jednostavno se nabavlja - bez recepta, jeftin je, a vecina ljudi ga odlicno podnosi, ne pokazuje nezeljene efekte, kao kod drugih analgetika - lijekova protiv bolova, poput npr. Tramadol-a. 
Sljedeca tvar po zastupljenosti, za mijesanje s heroinom je:  šećer (laktoza, koju 'dileri' rado koriste za miksanje zbog svog neutralnog okusa, a koja je najmanje štetna od svih ostalih tvari koje se ponekad nađu u heroinu, za razliku od otrova poput strihnina i kinina. Da se za miješanje s heroinom koriste škrob, puding, zemlja i slično, su apsurdne dezinformacije. Ovakav heroin nije topljiv u vodi, pa se zato za otapanje koristi kiselina - obično limunska. Čistoća heroina jako varira, što je često uzrok mnogih smrti od predoziranja.

## Djelovanje
Heroin se konzumira ušmrkavanjem (brzo se apsorbira preko sluznice nosa), pušenjem (zagrijavanje heroina na aluminijskoj foliji i udisanje njegovih para - tzv. "chasing the dragon", "hvatanje zmaja") ili injekcijom (intravenozno). Priče o potkožnom ili intramuskularnom ubrizgavanju heroina su još neke od apsurdnih dezinformacija (takav unos otopine heroina pomiješanog s kiselinom izaziva neizdržive bolove i otekline sklone infekcijama koje traju mjesecima. Pušenjem heroin stiže do mozga za svega 7 sekundi, a najjači, euforični efekt osjeća se nakon 5-7 minuta, dok se kod intravenoznog uzimanja to događa za 10-20 sekundi. Doza ovisi o načinu uzimanja i toleranciji (intravenozno bez tolerancije 5-10 mg, pušenje 15-25 mg), a isto tako i jačina djelovanja i trajanje (obično 3-5 sati).
Inicijalni efekt odmah nakon uzimanja je ogroman, euforičan val kojeg prate osjećaji opuštenosti i topline, sigurnosti, nestajanja boli, tjeskobe i napetosti. Ljutnja, frustracije i agresivnost nestaju, a javljaju se sigurnost i ljubav prema sebi. Nakon prolaska početne euforije javlja se ugodan, opušten osjećaj zadovoljstva i smirenosti. Ponekad, posebno kod prvih uzimanja, moguća je mučnina i povraćanje.
Heroin je depresant centralnog živčanog sustava: usporava srce, disanje, smanjuje krvni tlak, uzrokuje širenje krvnih žila i smanjenu aktivnost crijeva, što uzrokuje zatvor. Osim prevelike doze, velik je rizik kod istovremenog uzimanja heroina nakon alkohola ili tableta za smirenje, ili prilikom velikog umora, takva kombinacija višestruko usporava disanje i otkucaje srca, i zbog nedostatka kisika dovodi do nesvjestice i smrti.

## Djelovanje nakon dugoročnog uzimanja
Heroin izaziva vrlo jaku fizičku i psihičku ovisnost. Fizička ovisnost je stanje poremećenog funkcioniranja organizma nakon prestanka unošenja droge. Karakterizira ju pojava apstinencijske krize 24-48 sati nakon zadnjeg uzimanja heroina. Simptomi uključuju midrijazu, nemir, bol u mišićima i kostima, mučninu, nesanicu, proljev, znojenje (ekstremno pojačano lučenje žlijezda), nadraženost sluznica (curenje nosa, kihanje), groznicu i povraćanje. Traju obično 7-10 dana, ali ponekad i 3-4 puta duže, ako se radi o narkomanu s dugim "stažom", ili ako apstinira od metadona, koji uzrokuje još puno neugodniji i jači apstinencijski sindrom, koji i traje puno više vremena.
Psihičku ovisnost teže je nadvladati, a karakterizirana je izrazitom željom za svakodnevnim uzimanjem droge koju je potpuno nemoguće kontrolirati, negiranjem problema i promijenjenim shvaćanjem stvarnosti. Ne razmišljajući racionalno, osoba je pod utjecajem ogromne želje za drogom nesvjesna bilo kakvih rizika i posljedica njenog uzimanja, heroin postaje jedina svrha koja dovodi do prekida skoro svih ostalih aktivnosti, a ako ga ne uzme, osjeća se nervozno, razdražljivo i napeto.
Dugoročna upotreba stvara toleranciju: potrebne su sve veće količine za postizanje euforičnog efekta, koji nakon nekog vremena potpuno nestaje pa se heroin uzima samo radi olakšanja i da se izbjegnu neugodni fizički i psihički simptomi. Apstinencija smanjuje razinu tolerancije, pa je česti uzrok smrti uzimanje smrtonosne količine na koju je tijelo prije bilo naviklo.
Apstinencijske krize kod višegodišnjih korisnika počinju 12 sati od posljednjeg konzumiranja droge i najčešće traju 3 do 5 dana, a u ekstremnim slučajevima i do 7 dana(zavisno od čistoće konzumiranog heroina). Počinju s blagom drhtavicom, gubitkom apetita i malaksalošću da bi kroz nekoliko sati prešli u vrtoglavice, povraćanja, jake bolove u kostima i mišićima, depresiju, jako bridenje u butnim mišićima (poznato kao zmijice), nesanica itd...
Psihička ovisnost nastupa poslije fizičke i može trajati godinama. Narkomani se toliko vežu za heroin da ih sve što ih okružuje podsjeća na drogu. Nerijetki su slučajevi da se vežu za sam čin nabavljanja droge (šema), za razne terene i parkove koji nalikuju onima gdje su nabavljali, često im se čini da osjete miris skuhanog heroina, a sve je to povezano s jako teškim vraćanjem u normalne tokove života te ih tjera da se ponovo vrate drogama i samim tim nastavljaju gdje su i stali prije apstinencije. Neko nepisano pravilo je da za svaku godinu drogiranja je potrebno dvije godine apstinencije da bi se narkoman vratio u normalu, a isto tako svako novo vraćanje na drogu sa sobom donosi i kraći period navlačenja i ponovnog vraćanja u ovisnost.

## Posljedice dugoročnog uzimanja
Dugotrajna upotreba heroina uzrokuje mnogo štete, koja ne mora nužno biti povezana s drogom. Često dolazi do velikih socijalnih problema, koji su posljedica potrošnje ogromnih iznosa novca za zadovoljavanje potreba o drogi ovisnog organizma (korisnici koji su stekli ovisnost injiciraju svoju dozu 2-4 puta dnevno), a i do zanemarivanja prehrane i ostalih uvjeta života, što može biti uzrok mnogim bolestima. Opće posljedice dugotrajne ovisnosti su emotivno, fizičko, psihičko i socijalno propadanje,te gubitak interesa za bilo kakvu komunikaciju ili aktivnost osim nabavljanja droge. Osim korištenja nečistih igala i ostalog pribora za injiciranje, i seksualni odnosi bez zaštite pridonose prenošenju zaraznih bolesti: hepatitisa B i C, AIDS-a, tetanusa i drugih. Ušmrkavanje uzrokuje oštećenja nosne sluznice.
Velik je rizik od nečistoća koje heroin neizbježno sadrži: npr. otrovanje (strihnin), vrlo opasne infekcije uzrokovane vlaknom iz filtera (kroz koji se otopina heroina uvlači u špricu) koji uspije proći kroz iglu, a koji se obično radi od filtera cigarete, često nečistim prstima, slučajna povreda živca na mjestu uboda iglom, koji može dovesti do utrnuća uda (koje može potrajati mjesecima) - ili začepljenje sitnih kapilara ako čestice nisu potpuno topljive u vodi (uzrokuje odumiranje stanica na manjim površinama srca, pluća, jetre, bubrega ili mozga).
Ostale fizičke posljedice uključuju ožiljke, propadanje vena, bakterijske infekcije krvožilnog sustava, čireve i druge infekcije i razne tipove upale pluća i tuberkulozu.